# Бабенцы (Варыгинская волость)
Бабенцы — деревня в Опочецком районе Псковской области России. Входит в состав Варыгинской волости.
Расположена в 6 км к западу от города Опочка, на левом берегу реки Исса.
Численность населения по оценке на конец 2000 года составляла 14 жителей, на 2012 год — 6 жителей.